# Dryópi
Dryópi (Dryopi) är en ort i Grekland.   Den ligger i prefekturen Nomós Piraiós och regionen Attika, i den sydöstra delen av landet, 60 km sydväst om huvudstaden Aten. Dryópi ligger 393 meter över havet och antalet invånare är 239.
Terrängen runt Dryópi är kuperad. Havet är nära Dryópi åt nordost.  Närmaste större samhälle är Palaiá Epídavros, 10,4 km nordväst om Dryópi. 